# Бондар Олексій Вікторович
Олексій Вікторович Бондар (нар. 20 березня 1976) — український футболіст, півзахисник. У Вищій лізі України зіграв 2 матчі. Більшу частину кар'єри провів у криворізьких клубах.

## Життєпис
Футбольну кар'єру розпочав у Кривому Розі. Виступав за місцеві ІНКО та «Будівельник» в аматорському чемпіонаті України. У сезоні 1994/95 років потрапив до заявки «Кривбасу». У Вищій лізі України дебютував 14 квітня 1995 року в програному (0:1) виїзному поєдинку 23-о туру проти вінницької «Ниви». Олексій вийшов на поле на 46-й хвилині, замінивши Олексія Куриленка.
Під час зимової перерви сезону 1996/97 років перейшов у «Ниву». Дебютував у футболці бершадського клубу 16 березня 1997 року в переможному (3:0) домашньому поєдинку 16-о туру групи А Другої ліги проти мукачевських «Карпат». Олексій вийшов на поле в стартовому складі та відіграв увесь матч, на 28-й хвилині відзначився першим голом у новій команді, а на 57-й хвилині отримав жовту картку. У команді відіграв півтора сезони, за цей час у Другій лізі зіграв 34 матчі (1 гол), ще 1 поєдинок провів у кубку України. Також у сезоні 1998/99 років грав за аматорський футзальний клуб «ПівГОК-Терни» (Кривий Ріг).
З 1999 по 2001 рік грав за друголігові клуби «Миргород» та «Оскіл» (Куп'янськ), а також аматорську «Родину» (Кривий Ріг). Навесні 2002 року знову перебував у заявці «Кривбаса», у футболці якого зіграв 1 матч у Вищій лізі. потім захищав кольори мелітопольського «Олкому». У 2004 році повернувся до криворізької «Родини», яка напередодні дебюту в Другій лізі України змінила назву на «Гірник». Кольори криворізького клубу захищав до 2009 року. Другу половину сезону 2005/06 років відіграв в оренді в житомиських «Житичах».
У 2010 році виступав за херсонський «Кристал» у обласному чемпіонаті (3 матчі), а в 2012 році захищав кольори «Ліцею» (Казанка) в чемпіонаті Миколаївської області.